# Dolichandrone columnaris
Quao cột (Dolichandrone columnaris) là một loài thực vật có hoa trong họ Chùm ớt. Loài này được Santisuk mô tả khoa học đầu tiên năm 1985.